# ジョン・シン (第4代バース侯爵)

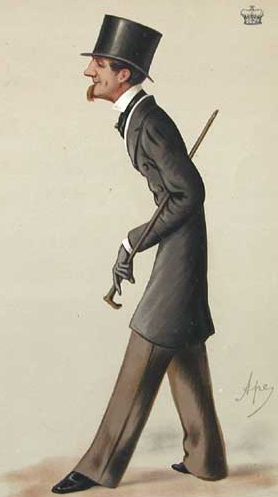
第4代バース侯爵のカリカチュア、『バニティ・フェア』1874年6月13日号より。カルロ・ペレグリーニ画。

第4代バース侯爵ジョン・アレクサンダー・シン（英語: John Alexander Thynne, 4th Marquess of Bath、1831年3月1日 – 1896年4月20日）は、イギリスの貴族、外交官。1876年にブルガリアで勃発した4月蜂起に対し、オスマン帝国が鎮圧にあたって行った残虐行為に関心を寄せ、首相ベンジャミン・ディズレーリの外交政策に反対したことで知られる。

## 生涯
第3代バース侯爵ヘンリー・フレデリック・シンと妻ハリエット（Harriet、旧姓ベアリング（Baring）、1804年5月3日 – 1892年1月2日、初代アシュバートン男爵アレクサンダー・ベアリングの娘）の息子として、1831年3月1日に生まれ、ピカデリーのセント・ジェームズ教会で洗礼を受けた。1837年6月24日に父が死去すると、わずか6歳でバース侯爵位を継承した。イートン・カレッジで教育を受けた後、1849年5月31日にオックスフォード大学クライスト・チャーチに入学した。
1853年にサマセットの副統監に、1860年にウィルトシャーの副統監に任命された。副統監以外ではサマセット、ウィルトシャー、モナハン県の治安判事を務めた。1866年4月にウィルトシャー志願兵第1大隊の隊長に就任、1876年4月にウィルトシャー・ヨーマンリー連隊の副隊長に、1881年7月にその隊長に就任した。
1858年5月27日、ポルトガル王ペドロ5世にガーター勲章を授与するためのイギリス代表としてリスボンのベレンに派遣された。この任務により、ペドロ5世から塔と剣勲章大十字を授与された。1867年7月25日、オーストリア＝ハンガリー帝国の皇帝フランツ・ヨーゼフ1世にガーター勲章を授与するためのイギリス代表としてウィーンに派遣された。この任務により、フランツ・ヨーゼフ1世からレオポルト勲章大十字を授与された。
1874年から1893年までナショナル・ポートレート・ギャラリー理事を務めたほか、1883年に大英博物館理事に就任した。1889年4月1日から1896年に死去するまでウィルトシャー統監を務めた。
政治では保守党に属したが、カトリック教徒だったため、1874年教会礼拝式規制法に反対した。また、ブルガリアにおける4月蜂起（1876年）に対し、オスマン帝国が鎮圧で残虐行為を行ったとき、バース侯爵は反オスマン運動を支援して、保守党の首相ベンジャミン・ディズレーリが採用した外交政策に反対した。野党自由党のウィリアム・グラッドストンがバース侯爵の邸宅ロングリートで会合を開くほどだった。1879年5月から6月にかけてブルガリア公国と東ルメリ自治州を旅し、1880年にその時の見聞を記したObservations on Bulgarian Affairsを出版した。
1883年時点でモナハン県に22,672エーカー、ウィルトシャーに19,984エーカー、サマセットに8,212エーカー、シュロップシャーに3,508エーカー、ヘレフォードシャーに699エーカー、サセックスに409エーカーの領地を所有しており（合計55,574エーカー）、これらの領地は年収68,015ポンドに相当した。
1896年4月20日にヴェネツィアで死去、ウィルトシャーのロングブリッジ・デヴェリルで埋葬された。息子トマス・ヘンリーが爵位を継承した。

## 家族
1861年8月20日、フランシス・イザベラ・キャサリン・ヴィジー（Frances Isabella Catherine Vesey、1840年5月26日 – 1915年10月31日、第3代ド・ヴェシー子爵トマス・ヴィジーの娘）と結婚、3男3女をもうけた。
- トマス・ヘンリー（英語版）（1862年7月15日 – 1946年6月9日） - 第5代バース侯爵[11]
- アリス・エマ（1942年1月26日没） - 1883年11月14日、第8代準男爵サー・マイケル・ヒュー・ショー＝ステュアート（英語版）（1942年6月29日没）と結婚
- キャサリン・ジョージナ・ルイーザ（Katherine Georgina Louisa、1933年3月4日没） - 1901年10月22日、初代クローマー伯爵イヴリン・ベアリング（1917年1月29日没）と結婚、子供あり[11]
- ジョン・ボトヴィル（John Boteville、1867年5月27日 – 1887年5月19日） - 生涯未婚[10]
- ビアトリス（1867年5月27日 – 1941年12月5日） - 生涯未婚[11]
- アレクサンダー・ジョージ・ボトヴィル（英語版）（1873年2月17日 – 1918年9月16日） - 軍人、政治家。生涯未婚のまま戦死[11]